# Dietrich von Breitenbuch
Ludwig Dietrich von Breitenbuch, bis 1906 von Breitenbauch (* 1. September 1871 auf Burg Ranis; † 25. Februar 1949 in Starnberg) war ein deutscher Major, Altertumsforscher und Rittergutsbesitzer.

## Leben
Er stammte aus dem sächsisch-thüringischen Adelsgeschlecht Breitenbauch, dessen Hauptlinie im Jahre 1906 den Namen Breitenbuch annahm. Dietrich von Breitenbuch wurde in der Familie kurz meist nur Dietz genannt.
Er war der Sohn von Arthur von Breitenb(a)uch und der Isidore geborene von Wurmb aus dem thüringischen Adelsgeschlecht Wurmb. 
Nach der Ausbildung durch Privatlehrer auf der Burg Ranis, die sein Vater besaß, und in Jena, ging er zum Militär nach Charlottenburg, später nach Metz. Er nahm aktiv am Ersten Weltkrieg teil, in dem er bis zum Major befördert wurde.
Nach dem Tod des Vaters erbte er mit seinen Brüdern die väterlichen Besitzungen, von denen die Burg Ranis im gemeinschaftlichen Besitz verblieb. Nach Rückkehr aus dem Krieg zog er daher mit seiner Familie auf die Burg, die er 1942 an das Deutsche Rote Kreuz verkaufte. Er behielt jedoch lebenslanges Wohnrecht auf der Burg, verließ diese zwangsweise, nachdem Ranis 1945 von sowjetischen Truppen besetzt wurde, und zog zum Schwiegersohn nach Drognitz.
Dietrich von Breitenbuch interessierte sich für Altertumskunde und richtete 1926 auf der Burg Ranis ein Museum für Vorgeschichte ein, in dem er später vor allem eigene Funde aus der Ilsenhöhle ausstellte. In den folgenden Jahren widmete er sich bis 1931 verstärkt der Erforschung dieser Höhle.
Zum 1. April 1936 trat er in die NSDAP ein (Mitgliedsnummer 3.805.440).
1948 verließ Dietrich von Breitenbuch Thüringen und zog an den Starnberger See nach Bayern, wo er im folgenden Jahr starb.

## Familie
Dietrich von Breitenbuch heiratete am 28. April 1908 Hertha geschiedene von Stechow, geborene Rassmuss, aus Berlin. Sie brachte Joachim von Stechow als Stiefkind mit in die Ehe. Aus der Ehe gingen vier Töchter hervor.